# David Ball
David Ball, né le 12 septembre 1949 à Denver (Colorado), est un écrivain américain.
Ses romans sont traduits dans 11 langues.

## Œuvres

### Romans
- 1999 : La conquête des sables, (Empires of Sand)
- 2002 : Pour l'amour d'une enfant, (China Run)
- 2004 : La prisonnière de Malte, (Ironfire)

### Nouvelles
- 2010 : The Scroll, incluse dans l'anthologie Warriors
- 2014 : Provenance, incluse dans le recueil Vauriens